# Simon Ridge
Simon Ridge ist ein felsiger und bogenförmiger Gebirgskamm im ostantarktischen Mac-Robertson-Land. In den Prince Charles Mountains ragt er rund 13 km südöstlich des Husky-Massivs auf.
Luftaufnahmen der Australian National Antarctic Research Expeditions von 1960 dienten seiner Kartierung. Das Antarctic Names Committee of Australia benannte ihn nach Maxime Jean Simon, Funker auf der Wilkes-Station im Jahr 1962.